# Stara Błotnica
Stara Błotnica è un comune rurale polacco del distretto di Białobrzegi, nel voivodato della Masovia.
Ricopre una superficie di 96,24 km² e nel 2004 contava 5 226 abitanti.